# عبد الإله جعفري
عبد الإله واصل جعفري هو لاعب كرة قدم سعودي يلعب حاليًا في نادي العدالة.